# یوهانس تیسن
یوهانس تیسن (به آلمانی: Johannes Teyssen) (زادهٔ ۱ اکتبر ۱۹۵۹ در هیلدسهایم آلمان) کارآفرین، بازرگان و مدیر ارشد اجرایی آلمانی است، که اکنون به‌عنوان مدیر عامل اجرایی شرکت ا.آن فعالیت می‌کند.